# Benifaió (kommunhuvudort)
Benifaió är en kommunhuvudort i Spanien.   Den ligger i provinsen Província de València och regionen Valencia, i den östra delen av landet, 300 km öster om huvudstaden Madrid. Benifaió ligger 26 meter över havet och antalet invånare är 12 204.
Terrängen runt Benifaió är huvudsakligen platt, men västerut är den kuperad. Terrängen runt Benifaió sluttar österut.Runt Benifaió är det ganska tätbefolkat, med 248 invånare per kvadratkilometer. Närmaste större samhälle är Alzira, 14,9 km söder om Benifaió. Trakten runt Benifaió består till största delen av jordbruksmark.